# Gualchos (kommunhuvudort)
Gualchos är en kommunhuvudort i Spanien.   Den ligger i provinsen Provincia de Granada och regionen Andalusien, i den södra delen av landet, 400 km söder om huvudstaden Madrid. Gualchos ligger 355 meter över havet och antalet invånare är 2 559.
Terrängen runt Gualchos är kuperad söderut, men norrut är den bergig. Havet är nära Gualchos åt sydost.  Närmaste större samhälle är Motril, 11,3 km väster om Gualchos. 